# جان ال سویج
جان ال سویج (انگلیسی: John L. Savage؛ ۲۵ دسامبر ۱۸۷۹ – ۲۸ دسامبر ۱۹۶۷) یک مهندس عمران اهل ایالات متحده آمریکا بود. ساخت سد هوور در آمریکا را او مهندسی نمود. جان ال سویج از دانش‌آموختگان دانشگاه ویسکانسین-مدیسن و از اعضای آکادمی ملی دانش در آمریکا بود.